# Flairck
I Flairck sono una progressive band olandese, attiva dal 1978.

## Discografia

### Album
- 1978 - Variaties op een dame
- 1980 - Live in Amsterdam
- 1982 - Flairck & orkest
- 1982 - Moustaki & Flairck
- 1984 - Bal masqué
- 1986 - Sleight of Hand
- 1989 - The Emigrant
- 1989 - Flairck 10
- 1990 - Alive
- 1990 - Alice (2 CD Version)
- 1992 - De Optocht
- 1992 - The Parade (De Optocht) Japanese version
- 1994 - Kamers / Chambers
- 1995 - En Vivo en Chile
- 1995 - The Chilean Concerts
- 1996 - De Gouden Eeuw
- 1996 - The Golden Age
- 1998 - Cuerpos Tocados: Music for the Body
- 1998 - 3 Originals (Remasterizado de los tres primeros discos: Variaties op een Dame, Gevecht met de Engel y Circus)
- 2000 - Symphony for the Old World
- 2004 - One Man Parade
- 2007 - Twee en twintig oeuvre cd box (Colección de 22 CDs)

### LP
- 1978 - Variations on a Lady (US release)
- 1980 - Gevecht met de engel
- 1981 - Circus
- 1985 - Encore

### Singoli
- 1981 - Circus - De overtocht (promo)
- 1983 - Flairck
- 1983 - Moustaki & Flairck Chansons
- 1984 - Tango & Les Riches
- 1986 - Walk upon Dreams
- 1986 - Trick of the Night
- 1986 - Trick of the Night 12" single
- 1989 - House of the King
- 1989 - Hé komaan (Dimitri van Toren & Flairck)
- 1989 - Sofia
- 1992 - De kunst van het...
- 1996 - The Trip

### DVD
- 2002 - Circus Hiëronymus Bosch (Flairck & Corpus)